# سامي هانراتي
سامي هانراتي (بالإنجليزية: Sammi Hanratty)‏ (من مواليد 20 سبتمبر 1995) هي ممثلة أمريكية. كان أول دور رئيسي لها في عام 2009، حيث جسدت شخصية كريسا ماكسويل في فيلم ”فتاة أمريكية“: كريسا ستاندز سترونج. وفي عام 2011، لعبت دور ويتني براون في فيلم (بالإنجليزية: The Greening of Whitney Brown)‏. تعتبر هانراتي من الأصدقاء المشاهير لمؤسسة ستارلايت للأطفال. ومنذ عام 2021، لعبت دور المراهقة ميستي كويغلي في المسلسل الدرامي ”دبابير السترة الصفراء“ الذي يُعرض على شوتايم.

## أعمال

### أفلام
| عام  | عنوان                                 | وظيفة             | ملاحظات                |
| ---- | ------------------------------------- | ----------------- | ---------------------- |
| 2006 | قراصنة الكاريبي: صندوق الرجل الميت    | فتاة بريطانية     | غير معتمد[بحاجة لمصدر] |
| 2006 | سانتا كلوز 3: شرط الهروب              | العفريت # 1       |                        |
| 2007 | بوجيمان 2                             | يونغ لورا         |                        |
| 2008 | مطلوب بطل                             | مارلي سينجر       |                        |
| 2009 | فتاة أمريكية: كريسا تقف قوية          | كريسا ماكسويل     | فيلم مباشر إلى فيديو   |
| 2009 | العثور على النعيم                     | يونغ جودي بالابان |                        |
| 2009 | في غضون                               | ميشيل لوي         |                        |
| 2009 | ترنيمة عيد الميلاد                    | مختلف             |                        |
| 2010 | سحر                                   | كايلا فيرمونت     |                        |
| 2010 | جاك وشجرة الفاصولياء                  | جريتيل            |                        |
| 2010 | كالامتي                               | باربي كليباك      |                        |
| 2011 | تخضير ويتني براون                     | ويتني براون       |                        |
| 2012 | حب رائع                               | كاري              |                        |
| 2013 | الميدالية المفقودة: مغامرات بيلي ستون | ألي               |                        |
| 2013 | الفرص الثانية                         | آبي               |                        |
| 2014 | ليلة الامهات                          | زوي               |                        |
| 2017 | باد كيدز أوف كريستفيو أكاديمي         | سيوكسى            |                        |
| 2017 | القديس                                | حديقة حيوان       | فيلم مباشر إلى فيديو   |
| 2019 | العد التنازلي                         | مدونة فيديو       |                        |

## روابط خارجية
- سامي هانراتي على موقع IMDb (الإنجليزية)
- سامي هانراتي على موقع قاعدة بيانات الأفلام العربية
- سامي هانراتي على موقع ألو سيني (الفرنسية)
- سامي هانراتي على موقع أول موفي (الإنجليزية)
- سامي هانراتي على موقع قاعدة بيانات الفيلم (الإنجليزية)
- سامي هانراتي على موقع كينوبويسك (الروسية)